# Organiste à gorge jaune
Euphonia hirundinacea
Espèce
Statut de conservation UICN

 LC  : Préoccupation mineure
L'Organiste à gorge jaune (Euphonia hirundinacea) est une espèce de passereau d'Amérique centrale de la famille des Fringillidae.

## Description
Cet oiseau mesure environ 10 cm de longueur. Il se distingue de l'Organiste à bec épais par une tache blanche au niveau du ventre. Il présente un net dimorphisme sexuel. Le mâle présente un plumage bleu marine pour le dessus à l'exception d'une calotte jaune vif s'arrêtant au niveau des yeux vers l'arrière. La gorge, la poitrine, le ventre et les sous-caudales sont jaune vif. La femelle est verte sur le dessus et jaune pâle sur le dessous.

## Répartition
Cette espèce vit notamment au Costa Rica.

## Habitat
Cet oiseau peuple les lisières forestières et les jardins jusque 1 400 m d'altitude.

## Sous-espèces
Cet oiseau est représenté par 4 sous-espèces :
- Euphonia hirundinacea caribbaea A. R. Phillips, 1966 ;
- Euphonia hirundinacea gnatho (Cabanis, 1861) ;
- Euphonia hirundinacea hirundinacea Bonaparte, 1838 ;
- Euphonia hirundinacea suttoni A. R. Phillips, 1966.